# Copa Acción de San Lorenzo 1949
De Copa Acción de San Lorenzo 1949 werd gehouden op 13 februari 1949 op het Parque Independencia in Rosario.

## Uitslag
| Positie | Rijder             | Team          | Ronden | Tijd/Opgave | Startplaats |
| ------- | ------------------ | ------------- | ------ | ----------- | ----------- |
| 1       | Giuseppe Farina    | Ferrari       | 50     | 1:48:18.8   | 2           |
| 2       | Reg Parnell        | Maserati      | 50     | +31.4       |             |
| 3       | Alberto Ascari     | Maserati      | 50     | +1:51.9     | 3           |
| 4       | Luigi Villoresi    | Maserati      | 49     | + 1 Ronde   | 1           |
| 5       | Benedicto Campos   | Simca-Gordini | 48     | + 2 Rondes  |             |
| 6       | Eitel Cantoni      | Maserati      | 47     | + 3 Rondes  |             |
| 7       | Oscar Galvez       | Alfa Romeo    | 46     | + 4 Rondes  | 4           |
| NF      | Ernesto Tornquist  | Maserati      | 3      | Ongeluk     |             |
| NF      | Clemar Bucci       | Alfa Romeo    | 0      | Ongeluk     |             |
| NF      | Juan Manuel Fangio | Simca-Gordini | 0      | Ongeluk     |             |
| NF      | Adriano Malusardi  | Maserati      |        |             |             |
| NF      | Prince Bira        | Maserati      |        |             |             |